# Jonathan Hedström
Jonathan Hedstrom (* 27. prosince 1977, Boliden, Švédsko) je švédský profesionální hokejista (útočník) hrající finskou nejvyšší soutěž SM-liigu za klub Kärpät Oulu. V minulosti hrál NHL za tým Mighty Ducks of Anaheim. Reprezentuje Švédsko na Mistrovství světa v ledním hokeji 2007 a byl i reprezentantem Švédska na MS 2004 a MS 2005.

## Klubové statistiky
| Sezona             | Klub                    | Soutěž             | Základní část | Základní část | Základní část | Základní část | Základní část | Play off | Play off | Play off | Play off | Play off |
| Sezona             | Klub                    | Soutěž             | Z             | G             | A             | B             | TM            | Z        | G        | A        | B        | TM       |
| ------------------ | ----------------------- | ------------------ | ------------- | ------------- | ------------- | ------------- | ------------- | -------- | -------- | -------- | -------- | -------- |
| 1995-96            | Skellefteå AIK          | Swe-3              | 7             | 0             | 0             | 0             | 0             | -        | -        | -        | -        | -        |
| 1996-97            | Skellefteå AIK          | Swe-3              | 12            | 1             | 1             | 2             | 10            | 6        | 0        | 0        | 0        | 2        |
| 1997-98            | Skellefteå AIK          | Swe-3              | 30            | 5             | 5             | 10            | 15            | 4        | 1        | 0        | 1        | 4        |
| 1998-99            | Skellefteå AIK          | Swe-3              | 35            | 15            | 29            | 44            | 76            | 5        | 1        | 4        | 5        | 4        |
| 1999-00            | Luleå HF                | Elit               | 48            | 9             | 17            | 26            | 46            | -        | -        | -        | -        | -        |
| 2000-01            | Luleå HF                | Elit               | 46            | 9             | 19            | 28            | 68            | 12       | 1        | 6        | 7        | 16       |
| 2001-02            | Luleå HF                | Elit               | 47            | 11            | 7             | 18            | 38            | 4        | 2        | 1        | 3        | 6        |
| 2002-03            | Cincinnati Mighty Ducks | AHL                | 50            | 14            | 21            | 35            | 62            | -        | -        | -        | -        | -        |
| 2002-03            | Anaheim Ducks           | NHL                | 4             | 0             | 0             | 0             | 0             | -        | -        | -        | -        | -        |
| 2003-04            | Djurgårdens IF          | Elit               | 48            | 12            | 22            | 34            | 94            | 3        | 0        | 2        | 2        | 12       |
| 2004-05            | Timrå IK                | Elit               | 46            | 14            | 21            | 35            | 92            | 7        | 3        | 5        | 8        | 16       |
| 2005-06            | Anaheim Ducks           | NHL                | 79            | 13            | 14            | 27            | 48            | 3        | 0        | 1        | 1        | 2        |
| 2006-07            | Timrå IK                | Elit               | 54            | 13            | 25            | 38            | 74            | 7        | 2        | 3        | 5        | 14       |
| 2007-08            | Timrå IK                | Elit               | 27            | 7             | 6             | 13            | 50            | --       | --       | --       | --       | --       |
| 2008-09            | Timrå IK                | Elit               | 11            | 0             | 2             | 2             | 8             | --       | --       | --       | --       | --       |
| 2008-09            | CSKA Moskva             | KHL                | 31            | 1             | 6             | 7             | 24            | 8        | 0        | 1        | 1        | 8        |
| 2009-10            | Luleå HF                | Elit               | 48            | 2             | 16            | 18            | 63            | --       | --       | --       | --       | --       |
| Elitserien celkově | Elitserien celkově      | Elitserien celkově | 375           | 77            | 135           | 212           | 533           | 33       | 8        | 17       | 25       | 64       |
| NHL celkově        | NHL celkově             | NHL celkově        | 83            | 13            | 14            | 27            | 48            | 3        | 0        | 1        | 1        | 2        |
| KHL celkově        | KHL celkově             | KHL celkově        | 31            | 1             | 6             | 7             | 24            | 8        | 0        | 1        | 1        | 8        |

### Reprezentační statistiky
| 2004                | Švédsko             | MS                  | 8  | 1 | 1 | 2 | 6  |
| 2005                | Švédsko             | MS                  | 9  | 3 | 4 | 7 | 10 |
| 2007                | Švédsko             | MS                  | ?  | ? | ? | ? | ?  |
| Senior int'l totals | Senior int'l totals | Senior int'l totals | 17 | 4 | 5 | 9 | 16 |